# Анслоу
Анслоу (на английски: Anslow) е село в община Източен Стафордшър, графство Стафордшър, Англия.

## Население
Населението му е 799 жители (по приблизителна оценка от юни 2017 г.).